# Anthony Price
Anthony Price, född 16 augusti 1928 i Hertfordshire, England, död 30 maj 2019 i London, var en brittisk författare och journalist.